# Szojuz TM–21
Szojuz TM–21 (Szojuz –7K–SZTM) orosz háromszemélyes szállító űrhajó.

## Küldetés
Feladata váltólegénységet szállítani a Mir-űrállomásra, a hosszútávú szolgálat folytatásához.

## Jellemzői
Tervezte a GKB (oroszul: Головное контрукторское бюро – ГКБ). Gyártotta a ZAO (oroszul: Закрытое акционерное общество). Üzemeltette (oroszul: Центральный научно-исследовательский институт машиностроения – ЦНИИМаш).
1995. március 14-én a bajkonuri űrrepülőtér indítóállomásról egy Szojuz–U2 juttatta Föld körüli, közeli körpályára. Hasznos terhe 7150 kilogramm, teljes hossza 6,98 méter, maximális átmérője 2,72 méter. Önálló repüléssel 14 napra, az űrállomáshoz csatolva 6 hónapra tervezték szolgálatát. Az orbitális egység pályája 88,7 perces, 51,65 fokos hajlásszögű, elliptikus pálya-perigeuma 201 kilométer, apogeuma 247 kilométer volt.
Többszöri pályamódosítással két nap múlva, március 16-án megtörtént a dokkolás. Öt űrséta alatt a teherűrhajók által szállított új napelemeket kicserélték. Az STS–71 fogadására áthelyezték a dokkoló adaptert.
1995. szeptember 11-én Arkalik (oroszul: Арқалық) városától 108 kilométerre, hagyományos – ejtőernyős – leereszkedési  technikával ért Földet. Összesen 181 napot, 00 órát, 41 percet és 6 másodpercet töltött a világűrben. Föld körüli fordulatainak száma 2822.

## Személyzet

### Felszálláskor
- Vlagyimir Nyikolajevics Gyezsurov kutatásért felelős parancsnok
- Gennagyij Mihajlovics Sztrekalov fedélzeti mérnök
- Norman Earl Thagard kutatóűrhajós, az első amerikai űrhajós, aki egy Szojuz űrhajó fedélzetén indul szolgálatra a Mir-űrállomás fedélzetére

### Tartalék személyzet
- Anatolij Jakovlevics Szolovjov parancsnok
- Nyikolaj Mihajlovics Budarin fedélzeti mérnök
- Bonnie Jeanne Dunbar kutatóűrhajós